# Welbaschd Kjustendil
Futbolen Klub Welbaschd Kjustendil (bulgarisch футболен Клуб Велбъжд Кюстендил) ist ein Fußballverein aus der bulgarischen Stadt Kjustendil.

## Geschichte
Der Verein wurde 1919 gegründet und wurde in seiner Geschichte mehrmals umbenannt. 1953 gelang erstmals der Aufstieg in die 1. Liga, allerdings nur für eine Spielzeit. Bis 1995 spielte man in der zweiten bzw. 3. Liga.
Danach gelang für 6 Jahre wieder der Aufstieg in die oberste Klasse. In den Jahren 1999–2001 belegte die Mannschaft dreimal in Folge den 3. Platz. Auch international war man vertreten. Im Intertoto Cup setzte man sich in der 1. Runde gegen University College Dublin AFC knapp durch und schied danach gegen SK Sigma Olomouc aus. Ein Jahr später wurde der erste Titel knapp verpasst. Im Pokalfinale verlor das Team erst in der Verlängerung mit 0:1 gegen Litex Lowetsch.
2001 verkaufte der Verein die Lizenz an Lokomotive Plowdiw, die dann im gleichen Jahr deren Ligaplatz einnahm. Das Team von Welbaschd musste dann in der Süd West V Liga, der dritten Liga wieder anfangen.

## Erfolge
- Bulgarischer Pokal
  - Finale 2001

## Namensänderungen
- 1919 – Welbaschd Kjustendil
- 1920 – Mocion Kjustendil
- 1928 – Borislaw Kjustendil
- 1940 – Pautalia Kjustendil
- 1945 – Cherveno zname Kjustendil
- 1949 – DSO Cherveno zname Kjustendil
- 1956 – FD Lewski Kjustendil
- 1970 – FK Welbaschd Kjustendil
- 1990 – FK Lewski Kjustendil
- 1999 – PFK Welbaschd Kjustendil
- 2001 – FK Welbaschd Kjustendil

## 1. Liga
| Saison  | Platz | S  | U  | N  | Tore  | Pkt. |
| ------- | ----- | -- | -- | -- | ----- | ---- |
| 1954    | 12.   | 07 | 06 | 13 | 19:50 | 20   |
| 1995/96 | 08.   | 10 | 07 | 13 | 27:37 | 37   |
| 1996/97 | 08.   | 13 | 03 | 14 | 51:52 | 42   |
| 1997/98 | 06.   | 11 | 01 | 14 | 43:39 | 46   |
| 1998/99 | 03.   | 18 | 03 | 08 | 57:29 | 57   |
| 1999/00 | 03.   | 17 | 04 | 09 | 52:32 | 55   |
| 2000/01 | 03.   | 18 | 03 | 05 | 48:29 | 57   |

## Europapokalbilanz
| Saison | Wettbewerb         | Runde    | Gegner                        | Gesamt    | Hin     | Rück    |
| ------ | ------------------ | -------- | ----------------------------- | --------- | ------- | ------- |
| 2000   | UEFA Intertoto Cup | 1. Runde | University College Dublin AFC | (a)3:3(a) | 3:3 (A) | 0:0 (H) |
| 2000   | UEFA Intertoto Cup | 2. Runde | SK Sigma Olomouc              | 2:8       | 2:0 (A) | 0:8 (A) |

Gesamtbilanz: 4 Spiele, 1 Sieg, 2 Unentschieden, 1 Niederlage, 5:11 Tore (Tordifferenz −6)